# Sophie Marvaud
 (mai 2025).
Sophie Marvaud, née le 23 septembre 1961, est une écrivaine française contemporaine. Elle est spécialisée dans les polars préhistoriques, les romans historiques et la littérature jeunesse. Son roman Le Choc de Carnac a reçu le prix France Bleu L'Histoire en polar 2021. 

## Biographie
Sophie Marvaud a fait des études d'histoire et de sciences politiques. Elle se lance dans l'écriture en 1999. Ses romans abordent de nombreuses périodes historiques et préhistoriques. Ils interrogent les rapports sociaux et les liens des sociétés avec la nature. 
Sophie Marvaud a écrit trois polars préhistoriques, six romans historiques, trente-quatre romans pour la jeunesse, quatre ouvrages documentaires, une bible de série TV, deux scénarios de court métrage, soixante-dix adaptations de dessins animés. Elle anime des ateliers d'écriture depuis 2004. Elle enseigne la dramaturgie dans une école de cinéma à Bordeaux.